# Buồn ngủ sau bữa ăn

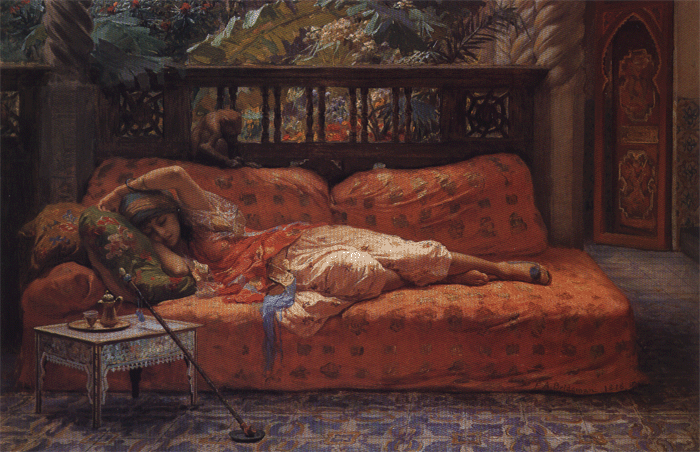
Hoạ phẩm một thiếu nữ chợp mắt ngủ trưa sau bữa ăn trưa

Buồn ngủ sau bữa ăn là trạng thái mệt mỏi, uể oải bình thường sau bữa ăn. Buồn ngủ sau bữa ăn có hai nguyên do hợp thành: tình trạng chung khi mức năng lượng thấp liên quan đến kích hoạt hệ thần kinh đối giao cảm để đáp ứng lại khối lượng thức ăn trong ống tiêu hóa, cùng với một trạng thái buồn ngủ cụ thể. Mặc dù có rất nhiều giả thuyết xoay quanh hành vi này, như giảm lưu lượng tuần hoàn máu đến não, điều chế tín hiệu tế bào thần kinh của giấc ngủ thông qua tín hiệu kết hợp tiêu hóa, hoặc kích thích dây thần kinh phế vị, nhưng có rất ít thử nghiệm cho kết quả rõ ràng. Cho đến nay, các nghiên cứu trên người vẫn không chắc về các đặc điểm hành vi giấc ngủ sau bữa ăn, chứng minh qua những thay đổi tiềm năng trong phổ điện não đồ và tự báo cáo. Các mô hình động vật để kiểm tra cơ sở di truyền và thần kinh cho hành vi này rõ ràng nhất ở loài ruồi giấm và chuột.